# Gentianella stellata
Gentianella stellata är en gentianaväxtart som beskrevs av Glenny. Gentianella stellata ingår i släktet gentianellor, och familjen gentianaväxter. Inga underarter finns listade i Catalogue of Life.